# Tedros Adhanom Ghebreyesus
Tedros Adhanom Ghebreyesus (Ethiopisch: ቴዎድሮስ አድሓኖም ገብረኢየሱስ) (Asmara, 3 maart 1965) is een Ethiopisch politicus en sinds 2017 de achtste directeur-generaal van de Wereldgezondheidsorganisatie (WHO).

## Biografie
Tedros werd in 1965 geboren in Eritrea, destijds een provincie van Ethiopië. Na een studie biologie in Addis Abeba werkte hij bij het ministerie van Volksgezondheid. Hij studeerde verder in Nottingham en Londen. Na zijn terugkeer in Ethiopië ging hij werken als regionaal hoofd volksgezondheid. In 2005  werd hij minister van Gezondheid; waarbij hij succesvol de strijd aanging met malaria, mazelen, tuberculose en meningitis. In 2012 werd hij minister van Buitenlandse Zaken.
In  2017 kandideerde hij zich voor de topbaan bij de WHO. Zijn campagne draaide om ‘gezondheidszorg voor iedereen’. Hij versloeg de Britse arts David Nabarro en de Pakistaanse cardiologe Sania Nishtar, en werd de achtste directeur-generaal van de WHO en de eerste Afrikaan in deze functie.
Tedros moest tijdens de Coronapandemie opvallend laveren tussen China en het Westen, met name de Verenigde Staten. President Trump bekritiseerde de volgens hem lakse houding van de WHO tegenover Peking en dreigde zelfs het Amerikaanse lidmaatschap op te zeggen. Tedros had aanvankelijk geruchten over een Chinees laboratorium als bron van de pandemie bestempeld als "fake news". Maar toen de door de WHO gestuurde onderzoeksgroep van virologen in haar verslag een ontsnapping van het virus uit een laboratorium niet uitsloot, noemde Tedros die conclusie voorbarig.
Tedros is getrouwd en heeft vijf kinderen.
- Gemeinsame Normdatei: 1183818106
- International Standard Name Identifier: 0000 0001 3495 9568
- Nationale Bibliotheek van Tsjechië: jo20231177016
- ORCID: 0000-0002-4920-1036
- Système universitaire de documentation: 255502397
- Virtual International Authority File: 383155598029715600003
- WorldCat: E39PBJk976pCGp8VkBTKbtx7HC